# Man (Neneh Cherry)
Man è il terzo album in studio da solista della cantante svedese Neneh Cherry, pubblicato nel 1996.

## Tracce
1. Woman – 4:30
2. Feel It – 5:41
3. Hornbeam – 5:02
4. Trouble Man (Marvin Gaye cover) – 3:57
5. Golden Ring – 3:40
6. 7 Seconds (featuring Youssou N'Dour) – 4:59
7. Kootchi – 5:06
8. Beastiality – 2:49
9. Carry Me – 4:22
10. Together Now – 3:11
11. Everything – 4:58